# Jailly
Jailly ist eine französische Gemeinde mit 67 Einwohnern (Stand: 1. Januar 2022) im Département Nièvre in der Region Bourgogne-Franche-Comté. Die Gemeinde gehört zum Arrondissement Nevers und zum Kanton Guérigny. 

## Geografie
Jailly liegt etwa 27 Kilometer ostnordöstlich von Nevers in Zentralfrankreich. Umgeben wird Jailly von den Nachbargemeinden Sainte-Marie im Norden und Nordwesten, Saint-Saulge im Osten und Nordosten, Saxi-Bourdon im Süden und Südosten, Bona im Westen und Südwesten.

## Bevölkerungsentwicklung
| Jahr                       | 1962 | 1968 | 1975 | 1982 | 1990 | 1999 | 2006 | 2013 |
| Einwohner                  | 151  | 119  | 114  | 92   | 78   | 76   | 69   | 58   |
| Quellen: Cassini und INSEE |      |      |      |      |      |      |      |      |

## Sehenswürdigkeiten
- Kirche Saint-Sylvestre aus dem 12. Jahrhundert, Monument historique

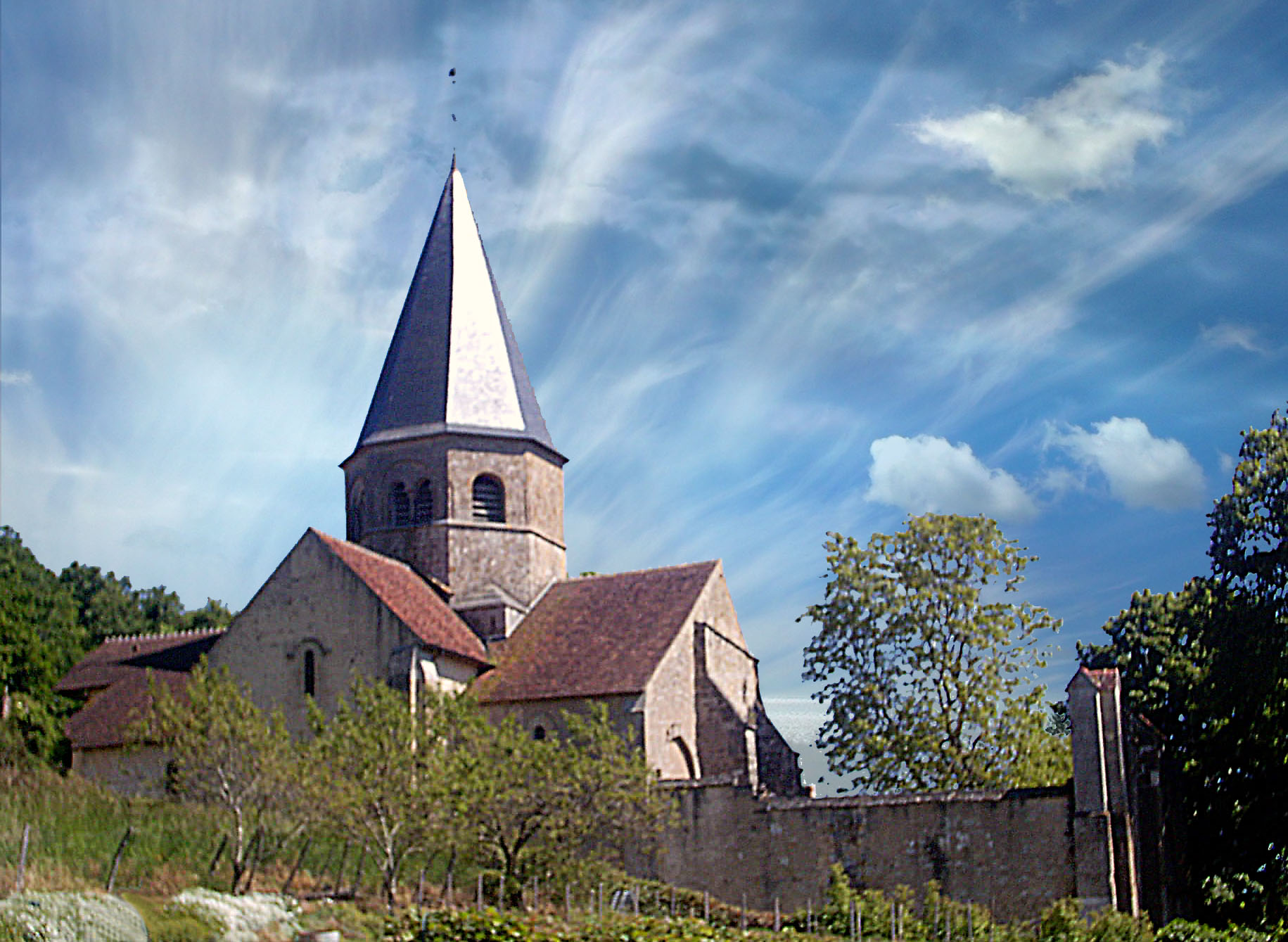
Kirche Saint-Sylvestre